# 第六次大灭绝：命运之爱
《第六次大灭绝：命运之爱》（英語：The Sixth Extinction II: Amor Fati）是美国科幻电视剧《X档案》第七季第二集，由迈克尔·W·沃特金斯导演，男主角大衛·杜考夫尼和电视剧主创人克里斯·卡特编剧，1999年11月14日通过福克斯电视网在美国首播。本集属主线剧情分集，围绕外星人谜团展开，首播的尼尔森家庭收视比率为10.1，约有1615万户观众收看。节目起初所获评价不一，剧情和对白受到批评；但随着时间的推移，评论员看法渐趋肯定，多篇评论将本集列为全剧有数的佳作。
联邦调查局特工福克斯·穆德和丹娜·斯嘉丽受命调查人称“档案”的悬案，这些案件大多同超自然现象有关。穆德相信有超自然现象存在，但斯嘉丽对此抱怀疑态度，希望能证明实情并非如此，两人逐渐发展出深厚感情。斯嘉丽本集回到非洲，发现穆德因接触外星飞船残骸碎片昏迷。穆德在医院失踪，斯嘉丽与顶头上司沃尔特·斯金纳、前政府雇员迈克尔·克里奇高合作搜寻。与此同时，穆德梦见癌人，后者提议让他拥有重新开始的新生命。昏迷的穆德在梦中与斯嘉丽交流后苏醒，明白他有义务阻止外星人殖民地球。
卡特对外星生命涉及地球远古时期生物大灭绝的可能很感兴趣，将其定为本集主题。节目大部分剧情受到尼可斯·卡赞扎基斯小说《基督的最後誘惑》显著影响，评论将医生为穆德手术的镜头与耶穌被釘十字架相提并论。为拍摄穆德的梦境，选角总监里克·米利坎请回许多很久没有在剧中现身的演员，包括饰演深喉的傑瑞·哈丁、诠释蒂娜·穆德的瑞贝卡·图兰，以及出演萨曼莎·穆德的梅根·利奇。

## 情节提要

### 背景
《X档案》第六季大结局《生物起源》讲述联邦调查局特工福克斯·穆德（大衛·杜考夫尼饰）和丹娜·斯嘉丽（吉蓮·安德森饰）调查科特迪瓦发现的納瓦荷語铭文石块。穆德将石头带回华盛顿哥伦比亚特区研究，然后开始莫名听到铃声并多次出现严重头重症状。他向昔日恋人戴安娜·福雷（米密·罗杰斯饰）特工求助，但精神状态迅速恶化，被送进精神病院。斯嘉丽赶往新墨西哥州向命不长久的阿尔伯特·霍斯滕（弗洛伊德·怀斯特曼饰）请教石上铭文含义，霍斯滕发现上面有《圣经》条文和人类基因组图。:279–290
斯嘉丽在第七季第一集《第六次大灭绝》抵达科特迪瓦，发现失事的外星人飞船。她在检视飞船碎片后认定，外星人很可能掌握生命的所有奥秘。穆德陷入昏迷，联邦调查局助理局长沃尔特·斯金纳，米徹·佩勒吉饰）请前国防部特工迈克尔·克里奇高（约翰·芬饰）协助找出穆德的病因。两人发现穆德虽然对外界刺激没有反应，但却莫名获得心灵感应能力。斯嘉丽在非洲遇到许多和飞船残骸有关的离奇事件后返回哥伦比亚特区。:7–16

### 本集剧情
蒂娜·穆德（瑞贝卡·图兰饰）和癌人（威廉·B·戴维斯饰）前来医院探视瘫痪在床的穆德。癌人用药治好穆德的麻痹症，自称是他父亲并把穆德带离医院。克里奇高找到斯嘉丽，声称穆德已在三年前感染外星病毒“黑油”，后来接触外星人飞船碎片又令黑油苏醒，所以穆德已经是外星生命存在的活证据。斯金纳四处寻找穆德无果后告诉斯嘉丽，穆德的母亲已经安排儿子出院。癌人把穆德带到不知名的社区，让他见到藏身于此的深喉（杰里·哈德因饰）。深喉自称对辛迪加组织所作所为良心不安，所以设法装死逃离，建议穆德效仿。穆德接下来见到福雷并与她发生性关系。
斯嘉丽从医院监控录像看到穆德的母亲和癌人说话，但却联系不上她。斯嘉丽收到装有美洲原住民宗教书籍的包裹，书中讲述某男子是如何阻止世界末日来临。斯嘉丽再度找上克里奇高，发现他已通过黑客手段盗取她电脑中涉及外星人飞船的信息，斯嘉丽于是把他笔记本电脑中的信息删除。
获得新生的穆德与自小失散的妹妹萨曼莎·穆德（梅根·利奇饰）团聚，还与福雷结婚生子。时光飞逝，他逐渐老去，福雷也已去世。镜头表明原来这都是他的梦境，其实他身在政府机构由医生手术，癌人和福雷在一边等候。癌人准备切除穆德已被外星病毒感染并激活的部分颅组织，然后植入自己身上。癌人在手术期间表示，穆德应该已经变成介于人类与外星人之间的物种，而且他相信外星人马上就会开始灭绝人类，只有他能利用穆德的感染组织逃过一劫。
梦中的穆德已经老去，但癌人的形象却毫无变化，他告诉穆德，福雷、深喉、萨曼莎和斯嘉丽都已死去，然后看向窗外的满目疮痍，那都是外星人大屠杀留下的惨状。镜头切换到现实，亚历克斯·克雷切克（尼古拉斯·李饰）杀害克里奇高并烧毁文件，拿走笔记本电脑。斯嘉丽接受阿尔伯特·霍斯滕灵魂的建议开始祈祷，苏醒过来时已经回到自家公寓，有人把安全卡从门下送进来。斯嘉丽用卡进入穆德所在政府设施，穆德在梦中见到斯嘉丽，她劝他抛弃这纯属想象的新生。现实中的斯嘉丽找到穆德，两人逃出政府设施。一周后，斯嘉丽来到穆德的公寓，告诉他福雷被人杀害。穆德称，斯嘉丽就是他判断幻境和现实的“试金石”。:19–28

## 制作

### 编剧

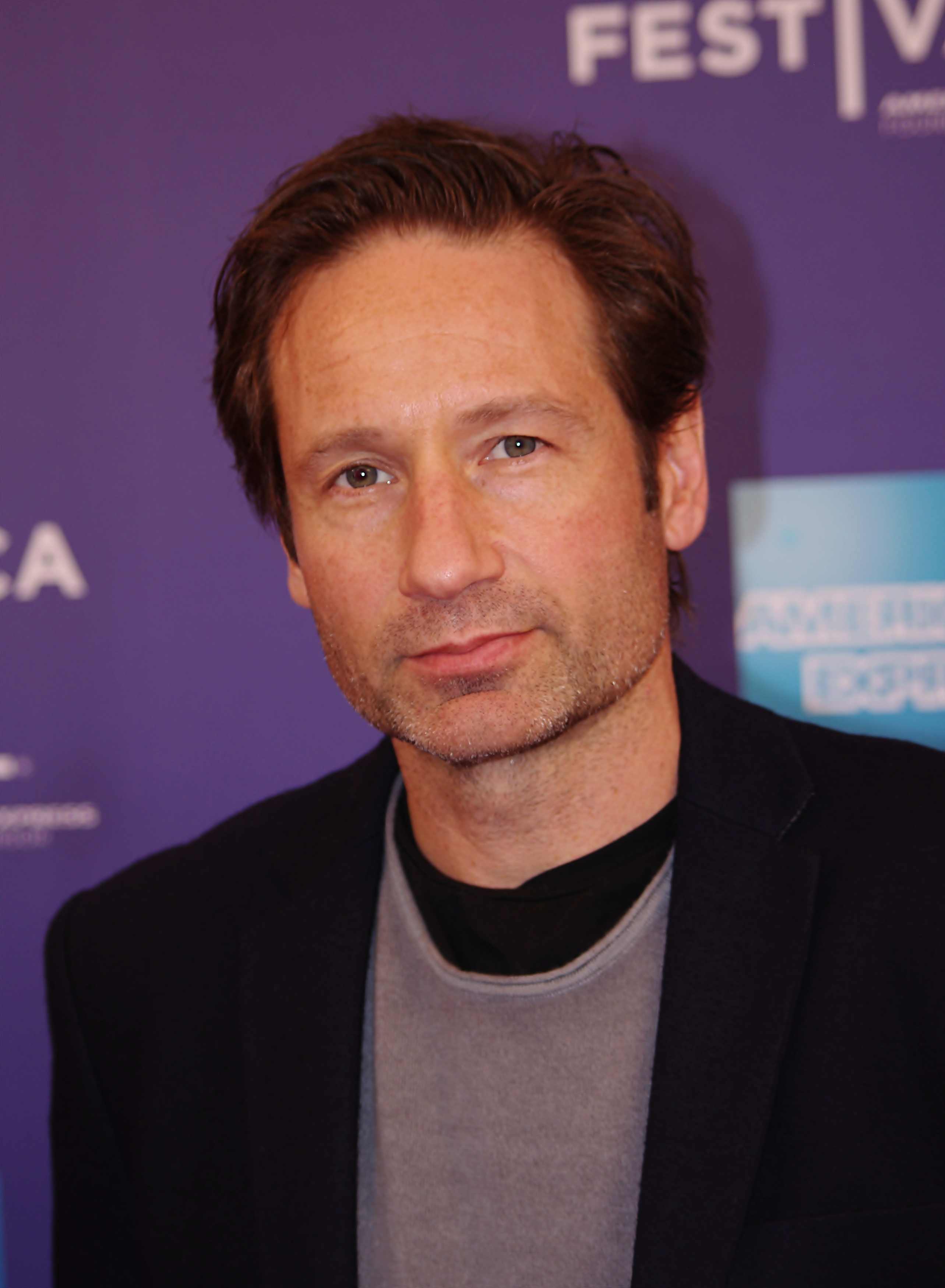
《第六次大灭绝：命运之爱》是大衛·杜考夫尼（图）编剧的第二集《X档案》

《第六次大灭绝：命运之爱》由杜考夫尼和《X档案》主创克里斯·卡特共同编剧，也是杜考夫尼继第六季的《快乐人生》后首度编剧。两人曾合作开发第二季大结局《外星档案》，杜考夫尼还曾参与第三季分集《化身》和大结局《复活神迹》的剧本创作并列名。卡特为第七季开局《第六次大灭绝》编剧时，杜考夫尼就开始创作主集剧本，写完上集剧本后，卡特接手杜考夫尼已经写好的部分补足:28–29。本集片头字幕最后的标语改成拉丁语:8–9，意为“命運之愛”:8，是弗里德里希·尼采哲学著作中的重要概念:8–9。结合本集剧情，作家查尔顿·麦克尔温认为这句短语意指“命中注定生活中的爱”，即穆德梦境中的爱:151艾米·唐纳森的著作《我们愿意相信》声称，短语意味着穆德必须“接受苦难并心怀爱意，主动承担他的使命……放飞自我，找到新的活力”:10。

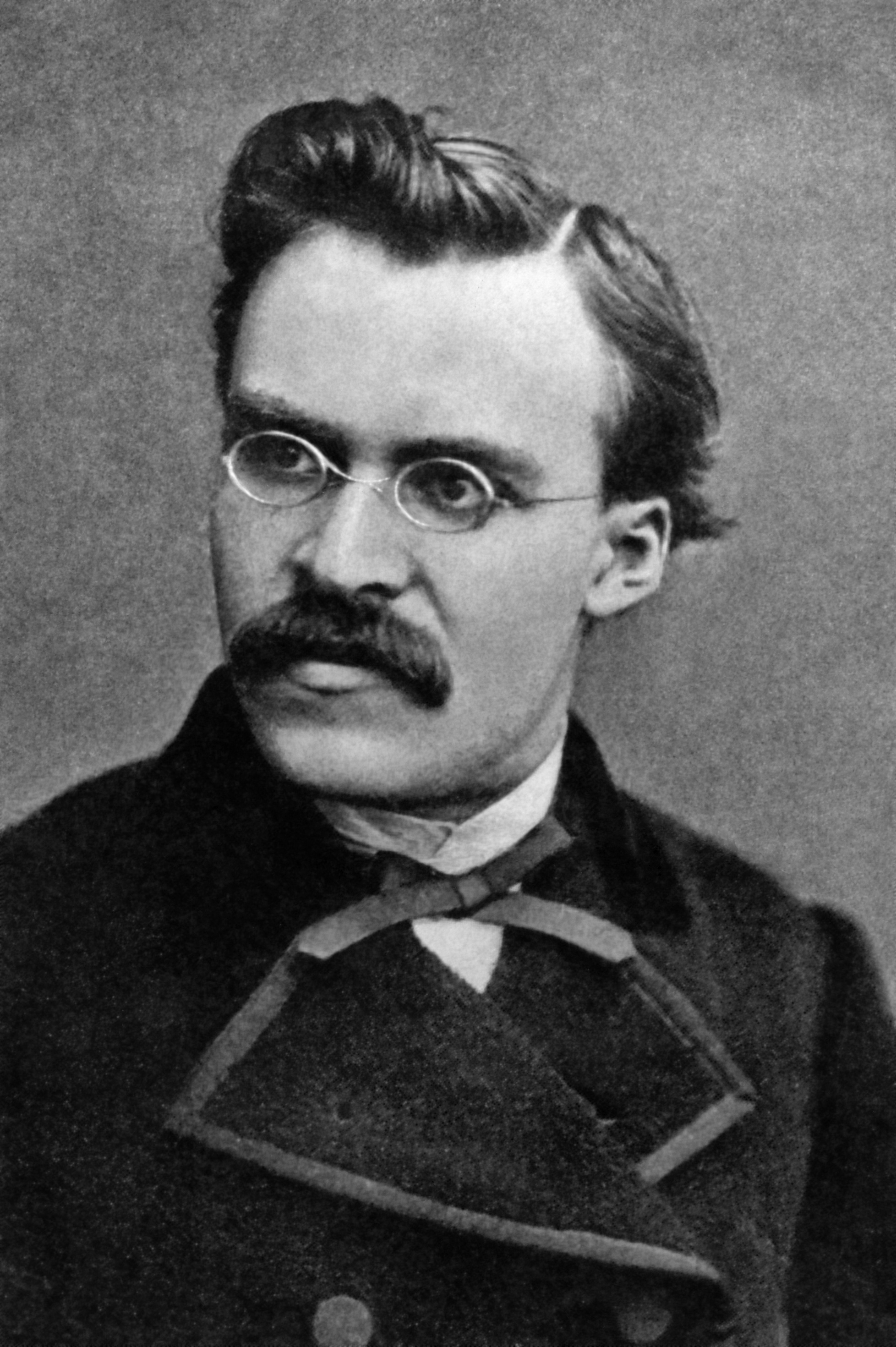
“命运之爱”是德国哲学家弗里德里希·尼采（图）著作中的重要概念，与他对永恒轮回的看法关联密切

剧中穆德的梦境和决定类似尼可斯·卡赞扎基斯小说《基督的最後誘惑》中耶稣的行为。杜考夫尼很喜欢该书，觉得文中核心与穆德的磨难颇为相似，在编剧期间把小说大量元素融入剧本:28。耶稣在《基督的最后诱惑》中左右为难，身为神之子，他需要响应神的召唤，但他又是人，想要遵从人的本能。杜考夫尼对小说推荐倍至，在他看来，《基督的最后诱惑》不但表现出耶稣神的一面，更体现出人的一面。:4对比《档案》中的穆德，他注定要成就伟业，阻止迫在眉睫的外星人入侵，但他也渴望普通人的生活。杜考夫尼称，穆德需要面对耶稣遇到过的问题，他就是普通人版的耶稣。:4杜考夫尼还进一步指出，穆德只是普通人，他无意将其塑造成耶稣般的救世主:4。执行制作人弗兰克·斯伯特尼认为这些构想颇具风险，但杜考夫尼觉得有必要深入探讨穆德的人物特点:28–29。
事实证明，《第六次大灭绝：命运之爱》的部分情节令剧迷甚至部分演员都感到难以接受。剧迷对癌人居然是穆德的父亲感到难以置信，饰演癌人的戴维斯认为这主要是因为大家对剧中谜题各有理解。:174安德森在对白陈述上遇到困难，没法把台词真实可信地表达出来。斯嘉丽在上集看到外星飞船残骸，但这集又与他人争辩表示不相信外星人存在。安德森向卡特自认有些演不下去，难以接受斯嘉丽居然如此执迷不悟，对于刚刚确认的事实都要瞎三话四。:174卡特对此表示，为确保《档案》中信仰派和怀疑派的核心戏剧冲突成立，穆德与斯嘉丽必然会有争执:174。
外星飞船碎片和穆德心灵感应能力的情节源自古代太空人假说，这种假说认为智慧外星生命在古代或史前時代到访地球并接触人类:169。从第六季大结局《生物起源》开始，《第六次大灭绝》和本集都以大量情节表明神的概念和宗教信仰都是外星人有意安排，令斯伯特尼非常意外的是，这种宗教上颇为敏感的剧情却没有招来多少批判:29。他对节目处理上述话题的方法非常满意，还称“过去制作节目时，有很多次我满以为会收到愤怒的观众来信，但最后都没有，这应当归功于我们处理这种内容的手法得当。拍摄《命运之爱》时，我们是以尊重的态度表述宗教内容。”:29斯伯特尼后来进一步指出，为将所有谜团纳入统一的故事线索，他们有意在《档案》中把外星人与宗教信仰联系起来，把科学和神秘主义融合，以此代表科学与宗教信仰的结合。此后《档案》还在第九季分集《起源》和《天意》继续探讨古代太空人假说:202。

### 演员敲定和摄制

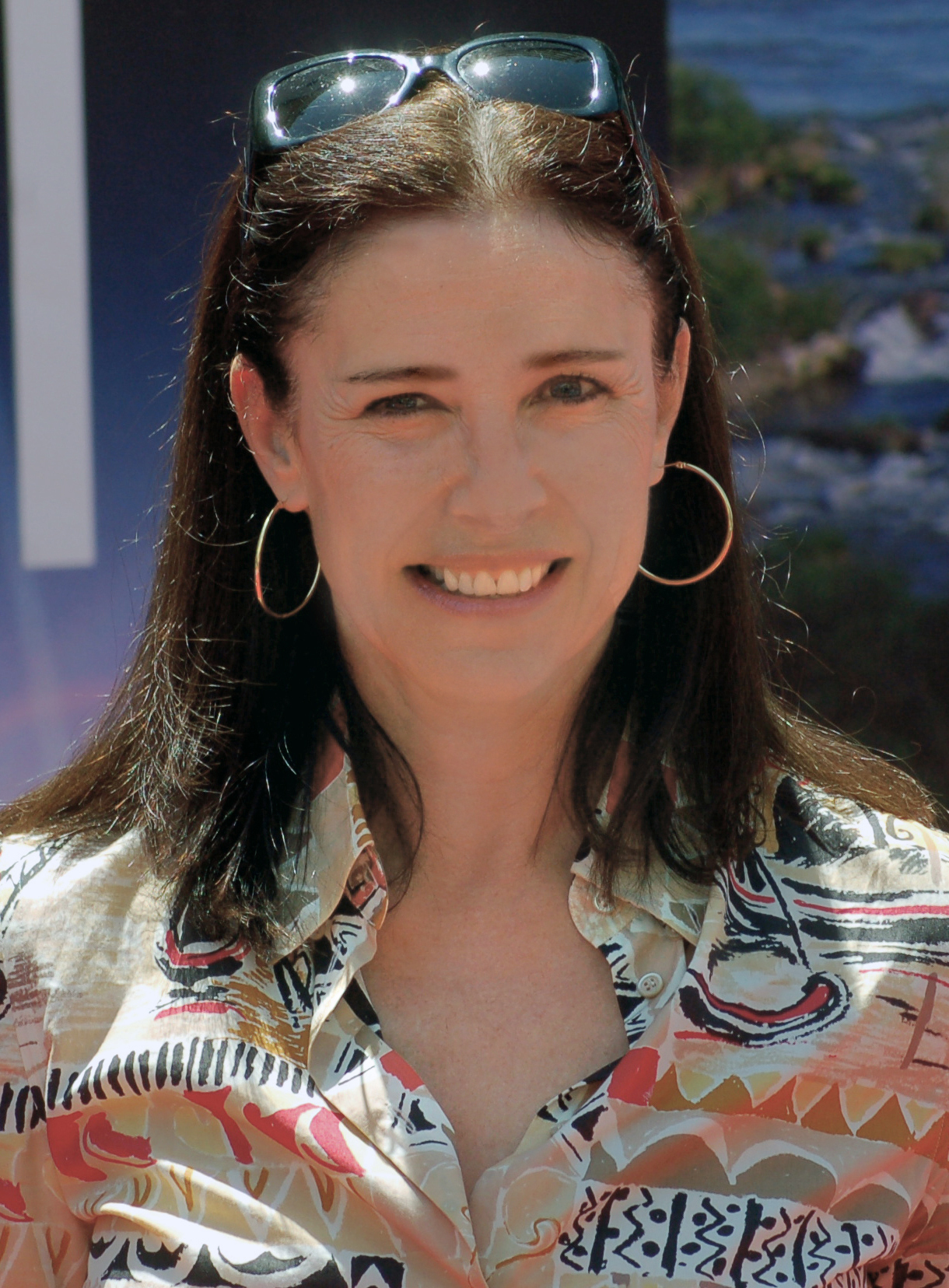
《第六次大灭绝：命运之爱》是米密·罗杰斯出演的最后一集《X档案》

许多已经很久没有参演《档案》的演员在《第六次大灭绝：命运之爱》再度亮相，如饰演深喉的杰里·哈德因、诠释蒂娜·穆德的瑞贝卡·图兰，以及出演萨曼莎·穆德的梅根·利奇:29。哈德因上一次露面是第四季第七集《老烟枪沉思录》的闪回桥段，图兰最近一次出现则是第六季第四集《梦境》下半集（实际作为第五集播出）:54–64。利奇饰演已经成年的萨曼莎，她上一次出演本剧是第五季开局的《回归真相》，同样是在下半集（实际作为第二集播出）演出。剧中穆德在梦里的海滩上遇到小男孩，选角总监里克·米利坎起初选定制作人保罗·拉布温邻居家的孩子，但美国的童工法严格限制儿童演员每日工作时长，所以拉布温和制作人只能另聘双胞胎，以求在一天内完成镜头摄制:29。
《第六次大灭绝：命运之爱》是米密·罗杰斯诠释的福雷特工最后一次出场。她还未看完剧本就明白福雷等不到故事结局那一天。剧本中福雷的戏份很多，罗杰斯称比她以往出演的分集都多，所以她在看剧本时就想到：“不好！哪有这么好的事儿，我居然有这么多戏要演，他们肯定是要杀我”。
戴维斯很高兴能参加本集演出，对癌人在剧中形象变得更加强硬非常满意：“我们已经从他身上看到太多软弱，很高兴能表现他强悍的一面”:29。不过这话也得两头说，拍摄癌人和穆德一起绑在手术台上的镜头让他感到非常难受:29。戴维斯后来取笑创作这段情节的杜考夫尼也要像他一样很不舒服地绑在手术台上，让他心理平衡许多，还称要是早知道自个儿也要遭这份罪，不知道男主角还会不会这么编:29。
与第六季剩下的分集，以及第七到九季绝大多数分集一样，《第六次大灭绝：命运之爱》大部分镜头是在加利福尼亚州洛杉矶拍摄。穆德梦境所在住宅区是从马里布和太平洋帕利塞德之间某“富人区”取景:109。癌人开窗后室外满目疮痍的景像是以接景背景与合成特效组合而成:29。剧组将包括爆炸在内的各种特效镜头分开摄制，再用数字手段合并成观众看到的效果。剧组还拍有穆德眼看自己变老的镜头，但在后期被剪，具体原因不明:29。

## 主题
穆德在《第六次大灭绝：命运之爱》中就像耶稣，科学家把他放在类似十字架的手术台上，在他身上实验，评论认为这场戏可比耶穌被釘十字架。他头上还有金属环，就像耶稣的荆棘冠。:186, 209唐纳森认为，癌人在剧中建议穆德自保，呼应耶稣被绑上十字架时旁观者的劝说。她还进一步指出，穆德对外星病毒感染免疫，所以能成为人类的“救世主”，与基督徒眼中的人类救世主耶稣异曲同工。:186
唐纳森的文章《穆德的最后诱惑》称，卡赞扎基斯小说中的耶稣“代表人类面临的终极挑战：在尘世局限中发扬神的一面”:3。依此角度而言，耶稣在卡赞扎基斯小说中代表“绝对的人性”，代表“灵与肉之间的苦苦挣扎”:23。癌人以梦想中的完美新生引诱穆德，后者必须克制诱惑、放弃梦中人生，勇于接受阻止外星人侵略的命运:23。剧中多个人物的作用与小说角色类似，福雷就像卡赞扎基斯笔下抹大拉的馬利亞，两人都起阻挠英雄完成使命的作用:17–18。斯嘉丽就像小说中的加略人猶大，将恍惚中的英雄唤醒:19。
麦克尔温认为，《第六次大灭绝：命运之爱》代表《档案》终于开始“将科学、宗教信仰和形而上学结合”:151。斯嘉丽在本集抛开个人经验和推理挽救穆德的生命，相比之下，她在全剧绝大多数分集都是理智当头，不相信有超自然现象，觉得都有某种科学解释:152:5。她还在这集发现外星飞船碎片，推断外星人拥有“历史上所有问题的答案”:152。穆德能够接受过于奇妙并超出科学解释的现象，愿意投身其中寻找真相，而且拥有解开谜团所必需的能力——对外星病毒免疫:152。剧中探究的还有癌人的道德观念和他与邪恶的紧密联系。网站的肯尼斯·西尔伯指出，癌人以花言巧语引诱穆德足以证明他是非常危险的敌人，就像撒旦一样善于权术、操纵人心。蒂莫西·邓恩和约瑟夫·弗伊也在《癌人的道德沉思》一文指出，癌人本集中的恶行与他在辛迪加的任务无关，表明他是真正全身心投入的恶人。两人援引剧中台词“难道你不是在等我长出吸血鬼的獠牙来吗？”，证明癌人完全清楚自己的作为是多少罪恶，但他根本不在乎。

## 播映和评价
《第六次大灭绝：命运之爱》于1999年11月14日福克斯电视网在美国首播，再于2000年3月26日经天空第一台首度向英国播映。节目在美国共吸引1615万户观众收看:281，在这周所有电视联播网电视剧分集中排第27。节目的尼尔森家庭收视比率为10.1/14，代表所有装有电视的家庭中有10.1%观看本集，同时所有当时在看电视的观众则有14%选择《第六次大灭绝：命运之爱》:281。节目在英国共有84万观众收看，在天空第一台该周所有节目中排第三，仅次于《辛普森一家》和《老友记》。2003年5月13日，本集与第七季其他分集共同发布套装。两年后，《第六次大灭绝：命运之爱》又与其他涉及外星人殖民的分集一起发布《X档案神话第三卷：殖民》收藏版。

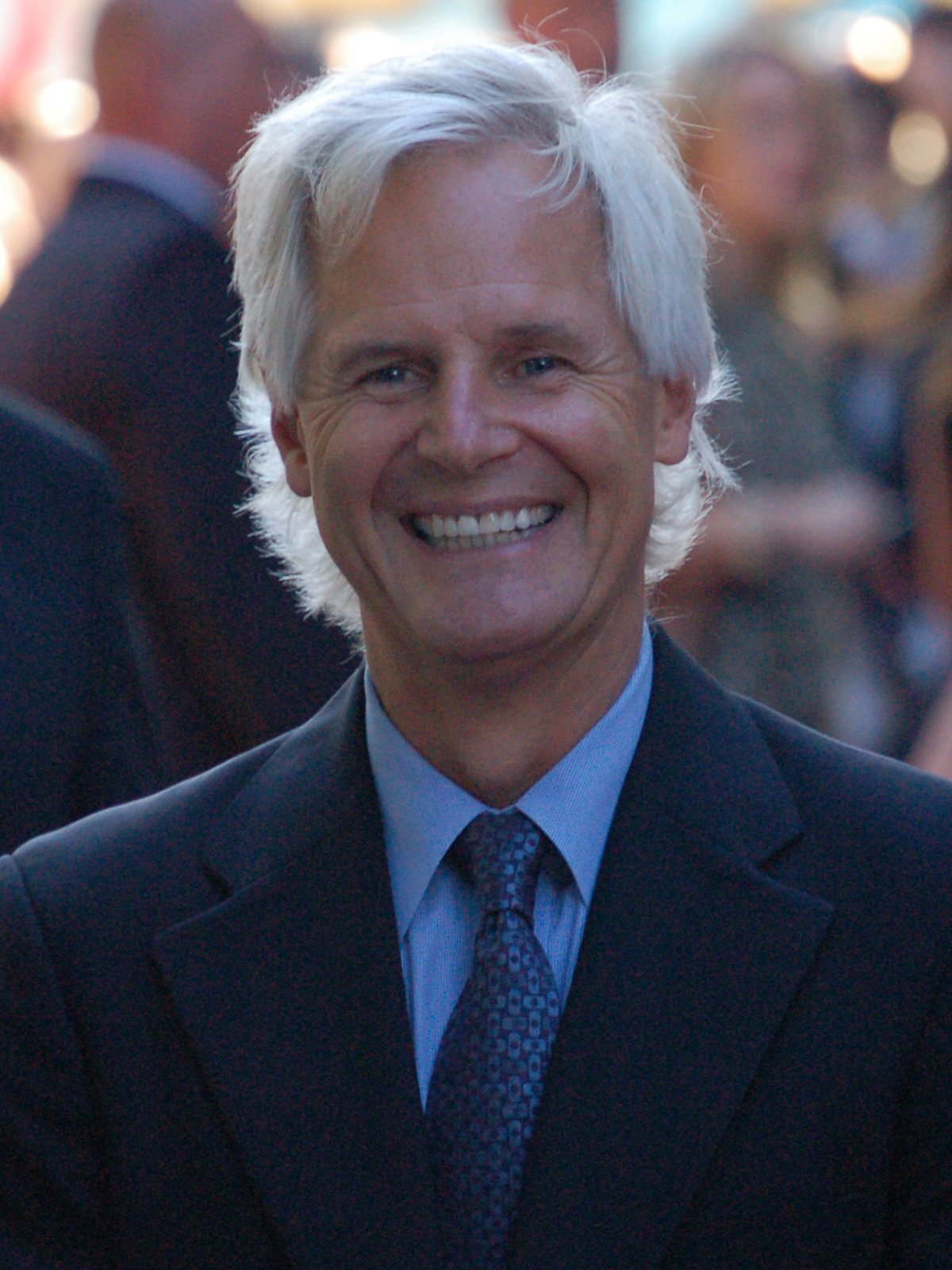
评论批判克里斯·卡特编剧的部分内容过于花哨，华而不实

评论界起初对本集看法不一，西尔伯对结局感到失望，称“本集巧妙地把超现实主义与高潮即将来临的期待感相结合，但到头来根本没搔到痒处，只会让人失望”。在他看来，节目不过是“穆德经过可怕的磨难后花一周时间恢复”，处理太显轻巧，无法令人信服。不过，他认可剧中穆德的梦境，认为人物陷入困境后体现的性格特点更加真实可信。《档案》研究员、独立评论员莎拉·史帝高对本集的评分为三星（最高五星），认为剧中的穆德不是烈士，而是受害者，所以体现出来的不是英雄特质，而是可怜。汤姆·凯塞尼奇2002年著作给予节目好评，称赞“杜考夫尼创作的最后一幕美到极致，体现出穆德与斯嘉丽不断发展关系中蕴藏的美和力量”:218。在他看来，穆德的梦境“极具启发”，而且整集都值得仔细解读:88。宝拉·维塔里斯在2000年10月的《神奇影院》杂志发文，对《第六次大灭绝：命运之爱》评分两星（最高四星），批评剧中再度沿用“一人昏迷不醒，搭档四处寻找解药”的老掉牙剧情，但她觉得穆德的幻想情景美到赏心悦目。
随着时间的推移，评论界对本集看法渐趋肯定。罗伯特·希尔曼和拉尔斯·皮尔森2009年著作《希望相信：档案批判指南，千禧年与孤胆枪手》给予节目四星好评（最高五星），称赞该集“以出色风格为第七季营造良好开端”，就像接力赛进入最后一棒时的群众欢呼般激动人心。两人赞扬剧中富于真情实感，包含大量神秘元素的电视剧往往很难做到。2012年，《影音俱樂部》刊登艾米丽·范德沃夫的文章，为本集打分（最高为），但批评卡特剧本“过于花哨”，是他在《祝福的赞美诗》营造辉煌后最华而不实的作品。她还批评剧中将杜考夫尼扮成老人的化妆“实在太穷形恶相”，但对本集和上集整体满意，觉得如果娱乐效果再强一点会更好。她特别称赞癌人看向窗外时显现的末日景像，觉得电视上能有如此精美的特技的确很了不起。
部分评论在评选《档案》最佳分集时将《第六次大灭绝：命运之爱》入选。凯塞尼奇评选全剧最优秀的25集时把本集排在第13位:218。极客巢穴网站写手妮娜·索迪将本集与《生物起源》和《第六次大灭绝》组合成三部曲，在所有分集中排名第五，称赞这三集是《档案》不断发展的例证，看着剧情发展下穆德和斯嘉丽逐渐走向越来越全面而且无可逆转的失败境地，实在令人痛苦不已。《雪城邮报》的马特·尚普林把《第六次大灭绝：命运之爱》排在全剧第九。莫妮卡·库伯勒在《惊叹》月刊发文，认为《生物起源》、《第六次大灭绝》和本集是《档案》殖民阶段杰作。《康特拉科斯塔时报》刊登迈克尔·利特克与乔治·阿瓦罗斯的评论，称本集结尾穆德和斯嘉丽虽未接吻，但却是剧中“极富柔情的瞬间”。《娱乐周刊》也将这集结局列入电视上最优秀的34个“我爱你”桥段，声称观众看到这里都忍不住要起鸡皮疙瘩。